# ザ・デル (サウサンプトン)
ザ・デル (The Dell) は、イングランド・ハンプシャー州サウサンプトンミルトン・ロードにあったスタジアム。1898年からサウサンプトンFCがホームスタジアムとして使用していたが2001年にセント・メリーズ・スタジアムへと移転。キャパシティは15,200人。現在は、跡地に住宅が建っている。